# Fundação Sistema Estadual de Análise de Dados
A Fundação Sistema Estadual de Análise de Dados Estatísticos, mais conhecida como Fundação Seade, é um órgão da Secretaria de Planejamento e Gestão do Governo do estado de São Paulo. Trata-se de um centro de referência nacional na produção e disseminação  de análises e estatísticas socioeconômicas e demográficas. Para isso ela realiza pesquisas diretas e levantamentos de informações produzidas por outras fontes, compondo um amplo acervo, disponibilizado gratuitamente, que permite a caracterização de diferentes aspectos da realidade socioeconômica do estado, de suas regiões e municípios e de sua evolução histórica.
O SEADE faz parte de uma história mais abrangente dentro da administração pública de São Paulo, a das estatísticas produzidas pelo poder público ao longo do período republicano. O órgão precursor foi Repartição de Estatística e Arquivo do Estado, criada em 1892 e extinta em 1936, ano em que o governo paulista “ratificou as diretrizes aprovadas pela Convenção Nacional de Estatística, que criou as bases, em nível federal e estadual, para a produção de dados estatísticos confiáveis no país.”   Em 1938, foi criado o Departamento Estadual de Estatística (DEE), que seguia as diretrizes da Convenção supracitada. Em 1950, o DEE deu lugar ao Departamento de Estatística do Estado de São Paulo (DEESP) até 1975, “quando foi absorvido pela Coordenadoria de Análise de Dados (CAD), órgão responsável pelo Sistema Estadual de Análise de Dados Estatísticos (SEADE) e por articular as informações gerenciais do governo”.  Em 1978, de sistema SEADE passou a ser uma fundação autônoma, com estatutos aprovados em 1979.

## Acervo documental
O Arquivo Público do Estado de São Paulo (APESP) recebeu, ao longo das últimas décadas, parte da documentação produzida e/ou acumulada pela Fundação SEADE, especialmente 306 livros (censos do IBGE, estudos e manuais produzidos entre 1911 e 1983), fitas VHS e cassete com reportagens sobre a fundação, gravadas entre 1996 e 2000 e um acervo documental expressivo, composto por 23 caixas-arquivo e 100 pacotes, com destaque para os quadros (tabelas) estatísticos relativos à demografia dentro do território paulista, como por exemplo, casamento, nascimento e óbitos, ocorridos entre 1895 e 1970.